# Бухарски елен
Бухарският елен (Cervus elaphus bactrianus), наричан също бактрийски елен, е подвид на благородния елен, едър бозайник от семейство Еленови (Cervidae).

## Разпространение и популация
Обитават крайречните местности в полупустинните равнини в югозападната част на Централна Азия.
През 1999 г. общата популация на бухарския елен намалява до 400 екземпляра, като най-драстично е изчезването му в Таджикистан заради военните конфликти там. В резултат на взетите мерки за защита и реинтродуциране към 2006 г. тя достига 1000 екземпляра. Най-големи диви популации са открити през 2009 г. в природния резерват „Карачингил“ (320-350 животни) в района на национален парк „Алтън Емел“ в Казахстан, в природния резерват „Бадай Тугай“  (374 животни) в Узбекистан и в природния резерват „Тигровая Балка“ (над 150 животни) в Таджикистан. Общата дива популация е 1 430 екземпляра и нараства.
През 2021 г. е съобщено, че природният резерват „Иле Балхаш“ в Казахстан е пуснал на свобода 61 бухарски елена в опит да възстанови вида в балхашкия регион.